# Thomas Burhenne
Thomas Burhenne (* 1953 in Jessen an der Elster) ist ein deutscher Skulpteur.

## Leben und Werk

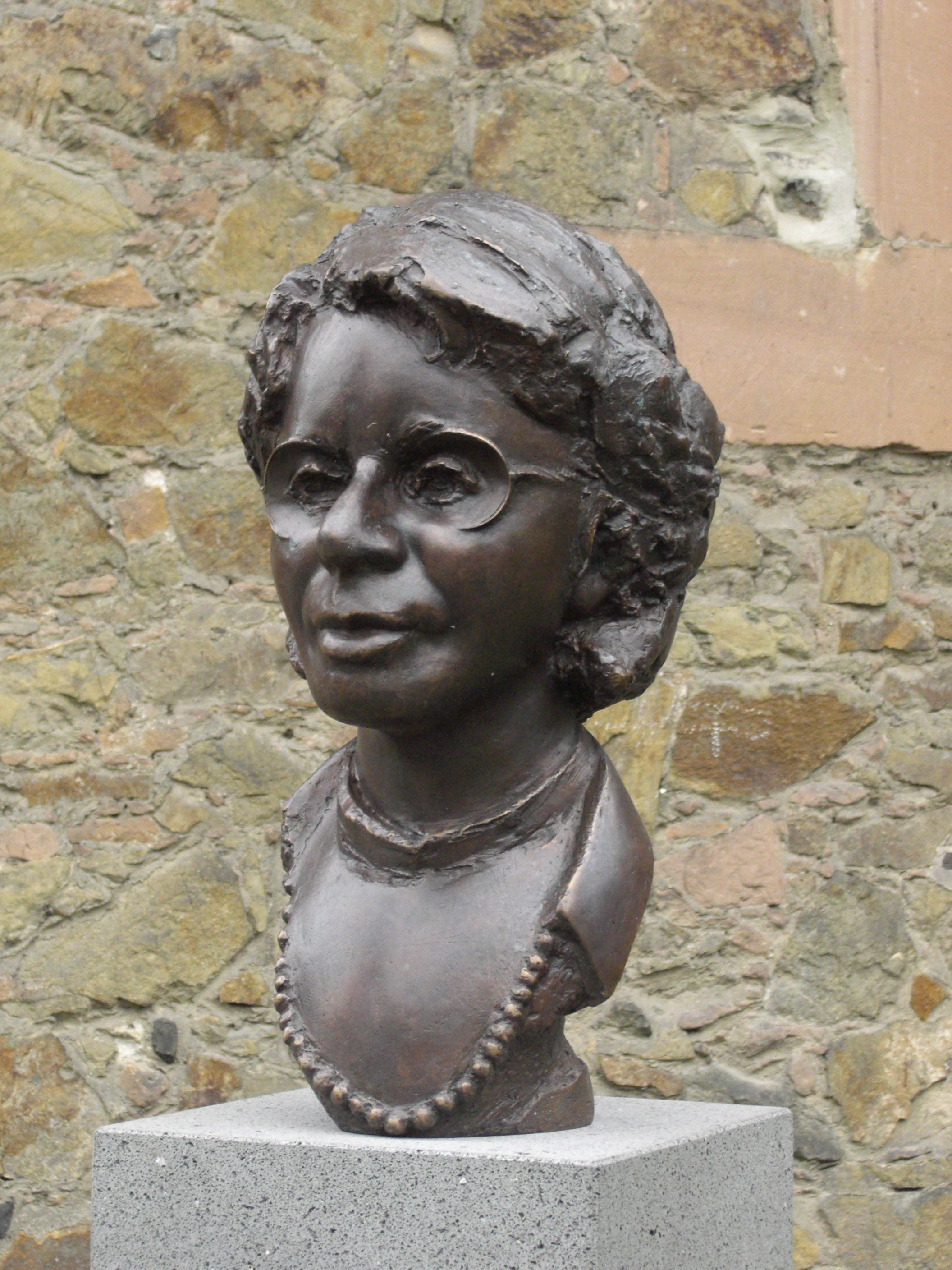
Büste von Helge Pross

Thomas Burhenne wurde 1953 in Jessen, Sachsen-Anhalt geboren. Er absolvierte eine Ausbildung zum Kunstschmied in Ost-Berlin und flüchtete 1977 aus der DDR. Burhenne studierte Bildhauerei an der Kunsthochschule Kassel und der Kunstakademie Stuttgart. 1984 erhielt er eine Assistentenstelle für Plastisches Gestalten im Fachbereich Architektur an der TH Darmstadt.
Seit 1986 ist er freischaffender Künstler mit dem Schwerpunkt plastisches Gestalten. Werke von Burhenne finden sich unter anderem im „Standort Höchst“ in Frankfurt am Main und  als Dauerausstellung in der Arthus-Kunstgalerie in Köln und Zell am Harmersbach Burhenne ist auch Mitglied des Kunstvereins der Diözese Rottenburg-Stuttgart e. V.

## Ausstellungen
- Haus der Kunst München
- Auf der Mathildenhöhe Darmstadt
- Oberhessisches Museum in Gießen 1991[3]
- Bauverein Darmstadt 2008[4]
- art Karlsruhe März 2011[5]

## Veröffentlichungen
- Burhenne, Thomas: Mensch und Zeit, Kunstedition Merck, Darmstadt 1989.
- Die Weltkunst, Band 66. 1996. S. 2147[6]